# Área de risco
Áreas de risco são áreas consideradas impróprias ao assentamento humano por estarem sujeitas a riscos naturais ou decorrentes da ação antrópica. Por exemplo, lagoas sujeitas a inundação, florestas sujeitas a incêndios, áreas de alta declividade (encostas ou topos de morros) com risco de desmoronamento ou deslizamento de terra, áreas contaminadas por resíduos tóxicos, etc.

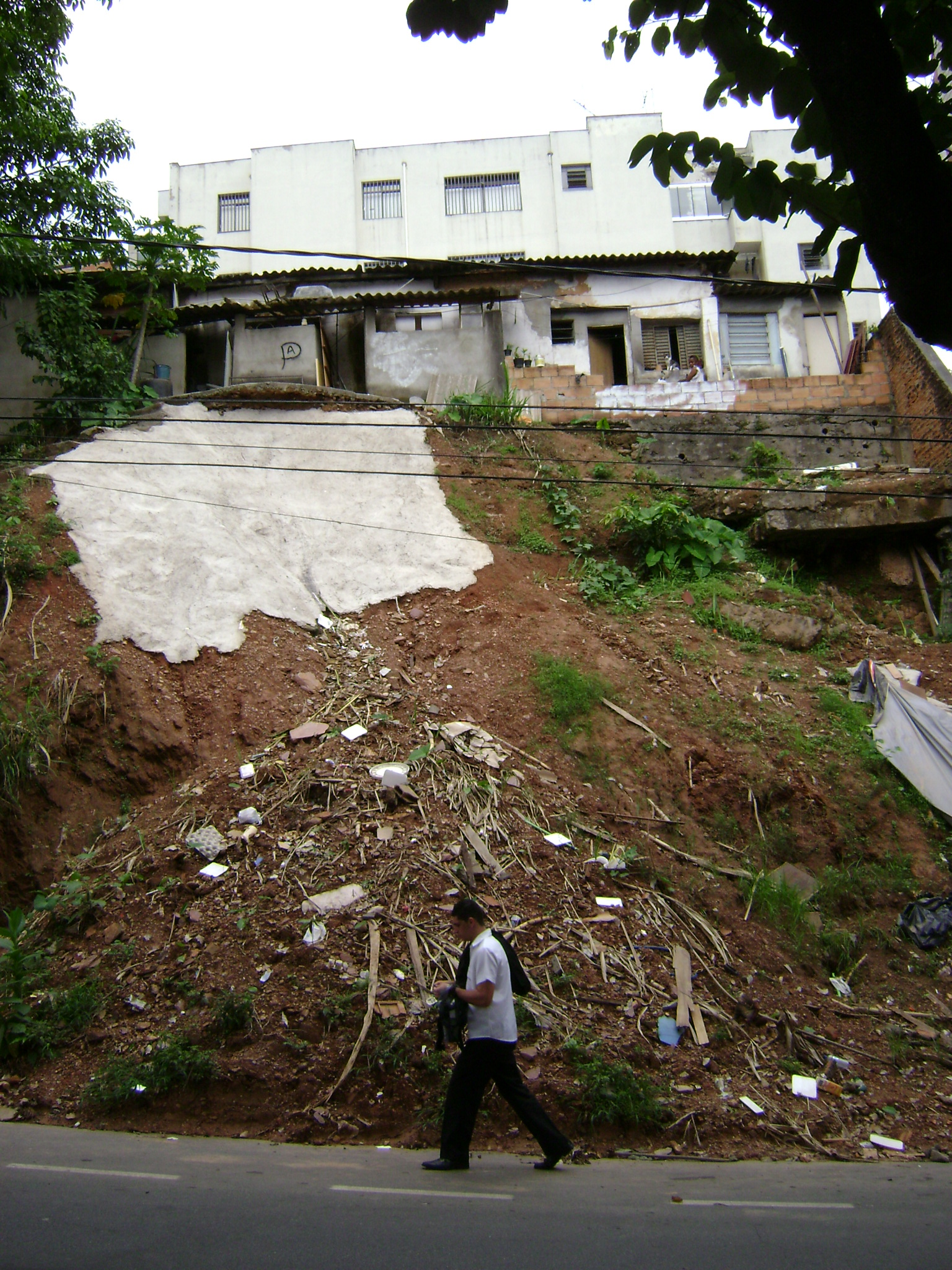
Deslizamento de terra em área residencial de Belo Horizonte (2009)…
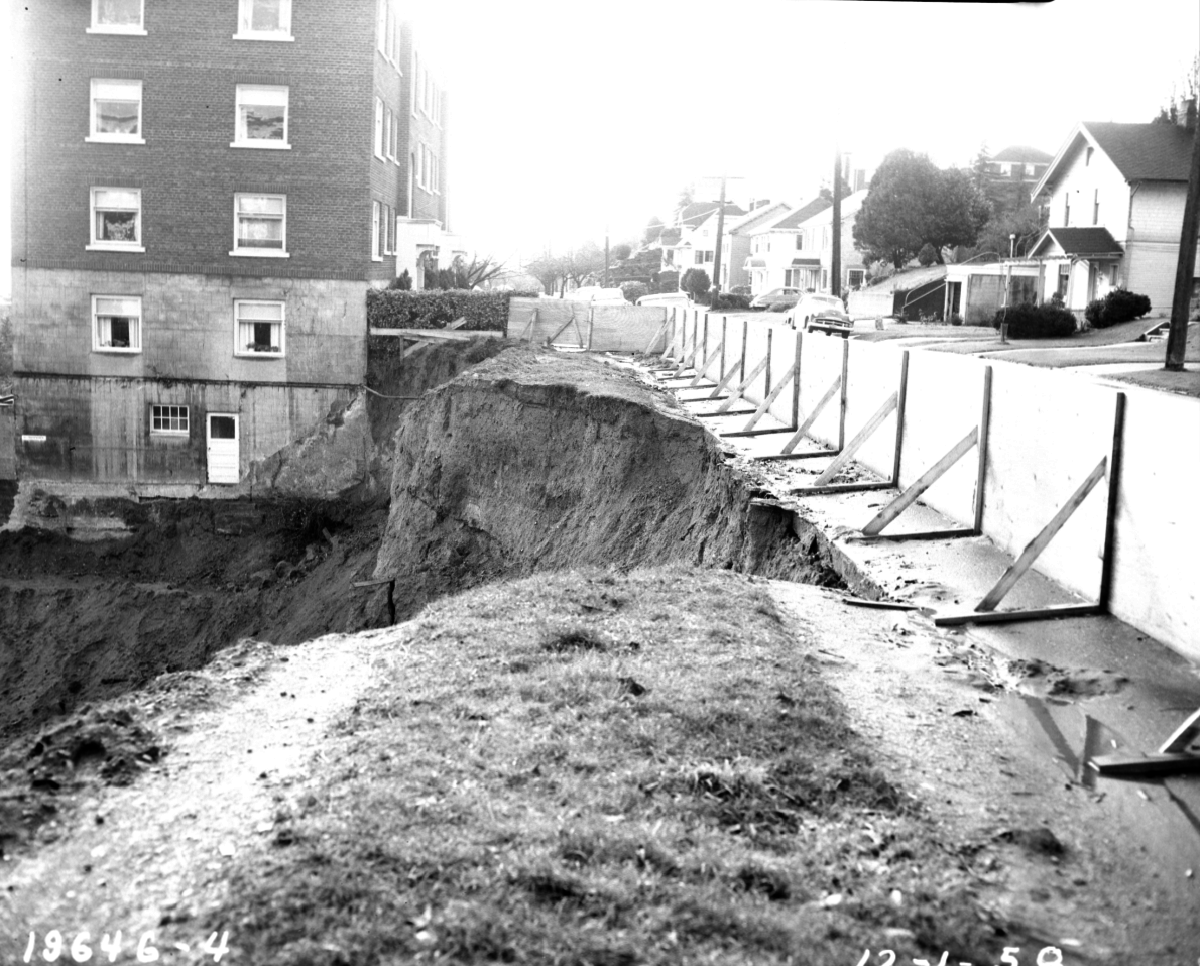
… e colapso estrutural do solo em Seattle (1958).
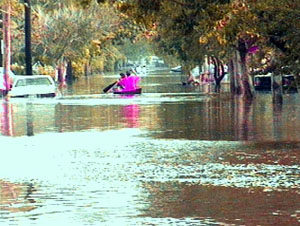
… e em Nova Orleans (1995).

Na prevenção aos desastres naturais, inúmeras medidas podem ser adotadas, de natureza estrutural ou não estrutural. As medidas estruturais podem ser  mais eficientes, entretanto, muitas vezes são inviabilizadas pelo seu alto custo, já que se traduzem na execução de obras muitas vezes complexas e de grande porte. As medidas não estruturais se referem basicamente ao planejamento e controle do uso do solo, de modo que sejam atribuídos a cada área usos compatíveis com suas características físicas (declividade, tipo de solo, configuração da rede hídrica, etc), e as restrições à ocupação - sobretudo ao assentamento urbano - em cada caso.
No Brasil, a Lei nº 6.766, de 19 de dezembro de 1979 (conhecida como Lei Lehmann, em alusão ao seu autor, o então senador paulista Otto Cyrillo Lehmann) proíbe, em seu art. 3º, parágrafo único, que áreas de risco sejam loteadas para fins urbanos. Apesar disso, muitas vezes o próprio poder público tem levado serviços públicos e infraestrutura a essas áreas, contribuindo, assim, para o adensamento da ocupação.